# Maria Steiner (Gerechte unter den Völkern)
Maria Steiner (* 13. März 1906 in Düsseldorf; † 20. August 1997 in Wien) war eine österreichische Gerechte unter den Völkern.

## Leben
Die in Düsseldorf als Maria Magdalena Werner geborene Maria Steiner übersiedelte in den 1930er Jahren nach Wien, wo sie 1942 die Jüdin Hedwig Mendelssohn in ihrer Wohnung aufnahm. Hedwigs Gatte, Dr. Leopold Mendelssohn, konnte 1942 nach Argentinien auswandern. Da Hedwig ihn erst 1941 geheiratet hatte, konnte sie nicht zugleich mit ihrem Mann die nötigen Ausreisepapiere bekommen und blieb allein in Wien zurück. Als sie Mitte 1942 einen Deportationsbefehl erhielt, wandte sie sich an die in ihrer Nähe wohnende Maria Steiner. Die willigte sofort ein, ihr Unterschlupf in ihrer Wohnung zu gewähren.
Maria Steiner versteckte Hedwig Mendelssohn trotz häufiger Kontrollen des Blockwarts und der Gestapo drei Jahre lang bis zum Kriegsende, zunächst in ihrer eigenen Wohnung, dann in einer Mietwohnung, die sie ihr besorgte, und rettete auf diese Weise ihr Leben.